# Californication (chanson)
Pour les articles homonymes, voir Californication.
Singles de Red Hot Chili Peppers
Otherside
(2000) Road Trippin'
(2000)
Californication est le quatrième single extrait de l'album du même nom des Red Hot Chili Peppers. C'est une chanson contestataire contre la mondialisation, comme beaucoup d'autres chansons de l'album. Elle parle aussi de pornographie — le titre Californication peut être la fusion des mots « California » et « fornication » — et fait plusieurs références à la culture pop, notamment à Star Trek, Star Wars, Kurt Cobain, chanteur du groupe Nirvana, l'album Station to Station de David Bowie mais également aux accusations de mensonges en ce qui concerne l'atterrissage sur la Lune des missions Apollo.

## Personnel
Red Hot Chili Peppers
- Anthony Kiedis – Chant
- John Frusciante – Guitare électrique, chœur, mellotron
- Flea – Basse
- Chad Smith – Batterie

## Clip vidéo
Le clip vidéo, qui semble se dérouler à San Francisco alterne des séquences filmées du groupe et des passages qui prennent la forme d'un jeu vidéo. Ceux-ci présentent de nombreuses ressemblances avec des jeux tels que Grand Theft Auto, Crazy Taxi, SSX Tricky, Resident Evil et Donkey Kong 64. Chacun des membres du groupe est présenté avec ses caractéristiques propres, représentées par des notes qui s'affichent dans une colonne à gauche de l'écran à chaque fois que l'un d'eux est sélectionné.
Leurs caractéristiques sont récapitulées dans le tableau ci-dessous.
| Personnage      | Instrument* | Force | Endurance | Agilité | Charisme | Rythme |
| --------------- | ----------- | ----- | --------- | ------- | -------- | ------ |
| Anthony Kiedis  | 20.0        | 18.9  | 19.2      | 19.6    | 19.5     | 18.8   |
| Chad Smith      | 20.0        | 19.8  | 19.4      | 19.2    | 18.8     | 19.9   |
| Flea            | 20.0        | 19.2  | 19.5      | 19.3    | 18.5     | 19.8   |
| John Frusciante | 20.0        | 18.6  | 19.2      | 19.5    | 19.6     | 18.9   |

* Il s'agit du chant pour Anthony Kiedis, de la batterie pour Chad Smith, de la basse pour Flea, et de la guitare pour John Frusciante.
Tout au long du clip, chaque membre du groupe parcourt un « niveau » différent :
- John commence son parcours sur le Hollywood Walk of Fame. Il heurte une célébrité et saute par-dessus trois gardes de sécurité et ramasse un astérisque, symbole du groupe. Plus tard, il se rend dans un studio de cinéma, traverse le tournage d'un film de science-fiction, d'un film pornographique et s'arrête finalement sur un plateau où est apparemment tourné un film biographique sur Léonard de Vinci (John est particulièrement intéressé par le génie italien et tous ses travaux). Il observe une des machines volantes créées par de Vinci en train d'être utilisée et la dérobe. On le voit ensuite sur cette machine dans la scène dans le ciel. Dans la scène du tremblement de terre, il se retrouve bloqué par un immeuble écroulé, il change donc de direction et saute à travers un donut géant.

- Chad commence par descendre une colline à snowboard, tombe dans un ravin et atterrit sur un train. Plus tard, on le voit encore en snowboard sur un pont qui semble être le Golden Gate Bridge. Ensuite, lors de la scène dans le ciel, on le voit exécuter des figures toujours en snowboard. Dans la scène du séisme, un immeuble qui s'effondre manque de l'écraser.

- Anthony commence son parcours dans l'océan, nageant au milieu des requins et d'autres nageurs, il récupère un astérisque. Il sort de l'eau en chevauchant un requin et atterrit dans sa voiture. Sur la plaque d'immatriculation figure l'inscription « GERMS », référence au groupe de punk The Germs avec lequel Anthony a grandi. Plus tard, il conduit dans San Francisco, sous l'eau puis saute à travers un donut géant. La voiture tombe d'une falaise et il atterrit sur une libellule, maîtrisée par Flea. Finalement, il tombe et se retrouve dans un champ de pavot où les fleurs qui l'entourent poussent jusqu'à atteindre une taille énorme mais il trouve un astérisque. Lors du tremblement de terre, il échappe de justesse au crash d'un bus.

- Flea se trouve lui dans une forêt d'acajou où l'accès à un astérisque lui est bloqué par un ours. Grâce à un chariot de mine, il trouve un autre astérisque gardé cette fois-ci par une adolescente enceinte. Il s'agit sans doute de Dani, la jeune fille californienne dont l'histoire commence ici. Elle se poursuit dans la chanson By the Way sur l'album éponyme pour se terminer dans la chanson Dani California, premier extrait de l'album Stadium Arcadium. Il se retrouve ensuite encerclé par une horde de bûcheron mais saute au sommet d'un acajou et tous les autres arbres s'écroulent. Un peu plus tard, il chevauche une libellule lors de la scène se déroulant dans le ciel et récupère Anthony dans sa chute. Lors du séisme, il évite, lui aussi de justesse, la chute d'un autre immeuble.

Le jeu se termine avec la chute de chacun des quatre personnages au centre de la terre, où ils trouvent un cube qu'ils touchent. Les personnages en images de synthèse se transforment alors et les membres réels du groupe réapparaissent.